# Теранова (Лоди)
Теранова је насеље у Италији у округу Лоди, региону Ломбардија.
Према процени из 2011. у насељу је живело 55 становника. Насеље се налази на надморској висини од 64 м.